# NGC 2350
NGC 2350 في الفهرس العام الجديد، هي مجرة، تقع في كوكبة الكلب الأصغر. اكتشفت في 18 يناير 1874 بواسطة إدوارد ستيفان.

## روابط خارجية
- NGC 2350 على موقع ويكي سكاي: DSS2, SDSS, GALEX, IRAS, Hydrogen α, X-Ray, Astrophoto, Sky Map, Articles and images